# Paul Steegemann
Paul Steegemann (Paul Friedrich Johann Steegemann, Pseudonyme: Gustav Bock und Rainer Maria Schulze; * 3. Oktober 1894 in Groß Lafferde; † 21. Januar 1956 in Berlin) war ein deutscher Verleger.

## Leben
Nach Volksschulabschluss und Tätigkeit als Buchhandlungsgehilfe in Hannover gründete er im April 1919 den Paul Steegemann Verlag in Hannover. Hier erschien bis 1922 die spätexpressionistisch-dadaistische Reihe »Die Silbergäule«, deren wichtigste Autoren Kurt Schwitters, Richard Hülsenbeck, Hans Arp und Walter Serner waren. 1927 zog Steegemann mit seinem Verlag nach Berlin um. Zu dieser Zeit verlegte er die graphischen Arbeiten von Kurt Schwitters, Christian Schad, Alfred Kubin und George Grosz ebenso wie Grotesken, Satiren, Parodien und Pamphlete von Franz Blei, Kurt Hiller, Hans Reimann und Mynona.
Ein ständiges Betätigungsfeld der 1920er Jahre war das Verlegen von erotischer Literatur, so Gedichte von Paul Verlaine, was immer wieder zu Gerichtsverfahren führte und mit Verurteilungen geahndet wurde. Die Verurteilung durch das Reichsgericht (siehe unter Gedichte von Paul Verlaine) stufte Kurt Tucholsky als „ein Fehlurteil und eine politische Gefahr“ ein.
Obwohl Steegemann noch 1931 zusammen mit Hans Reimann die Hitler-Parodie Mein Krampf plante, verlegte er ab 1933 in der Buchreihe Die Erhebung. Dokumente zur Zeitgeschichte nationalsozialistische Literatur, darunter Parteireden von Adolf Hitler, Hermann Göring und Hjalmar Schacht. Trotzdem wurde 1935 der Verlag liquidiert und Steegemann mit Berufsverbot belegt.
Nach Kriegsende wurde Steegemann in der Tschechoslowakei interniert. 1947 kehrte er nach Berlin zurück, wo er 1949 eine amerikanische Verlagslizenz erhielt. Er gab zwei Vers-Sammlungen des Bonifatius Kiesewetter heraus, war aber als Verleger nicht mehr erfolgreich. Er starb als Vertriebsleiter des Berliner arani Verlag, ein Teil seines Nachlasses liegt im Deutschen Literaturarchiv Marbach.
In Erinnerung an Paul Steegemanns Verlag nannten die beiden hannoverschen Buchhändler Thomas Mahr und Georg Wiesing-Brandes ihr Mitte der 1980er Jahre gegründetes Antiquariat Die Silbergäule.

## Verlegt im Paul Steegemann Verlag (Auswahl)

### Die Silbergäule
- Rudolf Leonhard: Briefe an Margit, 1919 (Die Silbergäule Bd. 1/2)
- Kasimir Edschmid: Stehe von Lichtern gestreichelt, 1919 (Die Silbergäule Bd. 10/11)
- Kurt Schwitters: Anna Blume, 1919, Umschlag und Gestaltung vom Autor (Die Silbergäule Bd. 39/40)
- Hans Arp: Die Wolkenpumpe, 1920 (Die Silbergäule Bd. 52/53)
- Heinrich Vogeler: Proletkult, 1920 (Die Silbergäule Bd. 54)
- Melchior Vischer: Sekunde durch Hirn, 1920 (Die Silbergäule Bd. 59/61)
- Walter Serner: Letzte Lockerung – manifest dada, 1920 (Die Silbergäule Bd. 62/64)
- Klabund: Marietta, 1920 (Die Silbergäule Bd. 79)
- Walter Serner: Zum blauen Affen, 1921, Umschlagzeichnung Christian Schad, (Die Silbergäule Bd. 91/98)
- Gustave Flaubert: Der Büchernarr. Mit Lithographien von Alfred Kubin, 1921 (Die Silbergäule Bd. 101/106)
- Franz Blei: Unsittliche Literatur und deutsche Republik, § 184, 1921 (Die Silbergäule Bd. 135/136)
- Hans Reimann: Artur Sünder: Die Dinte wider das Blut (Die Silbergäule Bd. 132/134)

### Die Erhebung. Dokumente zur Zeitgeschichte
- Adolf Hitler: Frieden und Sicherheit, 1933 (Band 1)
- Joseph Goebbels: Wird die Kunst untergehen?, 1933 (Band 2)
- Hermann Göring: Der Geist des neuen Staates, 1933 (Band 3)
- Peter Hagen/Hans-Jürgen Nierentz: Wir bauen eine Straße. Die Dichtung vom Arbeitsdienst, von deutscher Zukunft, 1933 (Band 4)
- Sir John Retcliffe: Auf dem Judenkirchhof in Prag, 1933
- Hjalmar Schacht: Nationale Kreditwirtschaft, 1934
- Richard Walther Darré: Im Kampf um die Seele des deutschen Bauern, 1934
- Adolf Hitler: Führung und Gefolgschaft. Die beiden großen Kultur-Reden des Reichskanzlers, gehalten am 1. und 3. September 1933 auf dem Parteitag in Nürnberg, 1934
- Wilhelm Frick: Der Neuaufbau des Reichs, 1934

### Zeitschriften
- Der Marstall
- Störtebeker

### Weitere Veröffentlichungen
- Walter Serner: Die Tigerin, 1921
- Mynona: Hat Erich Maria Remarque gelebt?, 1929
- Hans Reimann: Männer, die im Keller husten, Parodien auf Edgar Wallace. Berlin 1929
- Leopold von Wiese: Kindheit
- Hanns Heinz Vampir: Ewers
- Peter Hagen (d. i. Willi Krause): Nur nicht weich werden, Susanne!, August 1933 (»der erste Roman des nationalsozialistischen Alltags von Liebe, Sport und anderen schönen Dingen«, Vorabdruck im »Angriff«)
- Friedrich Theodor Vischer: Faust, Neuausgabe 1949
- Arthur Schnitzler: Der Reigen, 1951